# Tomachpil
Tomachpil (en ukrainien : Томашпіль, litt. « la ville de Thomas », en polonais : Tomaszpol, en russe : Томашполь) est une commune urbaine à l'est de la Podolie, dans l'oblast de Vinnytsia dans le centre de l'Ukraine. Elle est le centre administratif du raïon de Tomachpil.

## Jumelages
| Ville | Ville     | Pays | Pays    | Période          |
| ----- | --------- | ---- | ------- | ---------------- |
|       | Trzcianka |      | Pologne | depuis août 2010 |